# オット＝ギヨーム (ブルゴーニュ伯)
オット＝ギヨーム（Otte-Guillaume, 955/962年 - 1026年9月21日）は、マコン伯、ヌヴェール伯、およびブルゴーニュ伯。

## 生涯
オット＝ギヨームは、祖父ベレンガーリオ2世と父アダルベルト2世が共にイタリア王として共同統治をしていた時期に生まれた。母はジェルベルジュ・ド・マコンである。母ジェルベルジュは982年に後のブルゴーニュ自由伯領となるドル付近の地をオット＝ギヨームに与えた。オット＝ギヨームはまた、1002年に母の再婚相手であったブルゴーニュ公アンリ1世からソーヌ川対岸のブルゴーニュ公領も相続した。この公領は後の神聖ローマ帝国のブザンソン教区に当たる。990年までに、オット＝ギヨームはヌヴェール伯となった。また、フランスのマコン伯にもなった。
オット＝ギヨームはイタリア王子であった間に王家出身の女性との結婚をせず、975年から980年頃にエルマントルド・ド・ルシーと結婚した。エルマントルドの母方の祖母ゲルベルガは神聖ローマ皇帝オットー1世の妹であり、この結婚により、後のフランス、ドイツ、ブルゴーニュおよびカロリング家の君主の間で血縁関係が結ばれた。また、子供たちは、フランスの諸地域の貴族と結婚した。
ブルゴーニュは1004年にフランス王ロベール2世によりフランス王領とされた。自身の領地の統治者となるため、オット＝ギヨームは1016年に皇帝ハインリヒ2世に叛旗を翻した。これは最後のブルグント王ルドルフ3世がストラスブールでハインリヒ2世を自身の後継者とし、臣下の礼を捧げた後のことであった。オット＝ギヨームの死後、ブルゴーニュ自由伯領は神聖ローマ皇帝の宗主権の下に置かれることとなった。オット＝ギヨームは1026年9月21日に64歳で死去したとされる。

## 子女

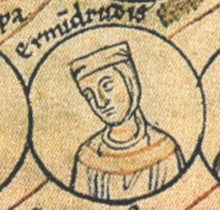
オット＝ギヨームの最初の妃エルマントルド

最初に、ルシー伯ルノーの娘エルマントルド（マコン伯オーブリー2世寡婦）と結婚し、息子2人と娘3人をもうけた。
- ギー1世（975年頃 - 1006年） - 995年以降マコン伯[1]、シャロン伯ランベールの娘アエリーと結婚。
- マティルド - ヌヴェール伯ランドリーと結婚[1][5]
- ジェルベルジュ - プロヴァンス伯ギヨーム2世と結婚[1]
- ルノー1世（990年頃 - 1057年） - ブルゴーニュ伯、ノルマンディー公リシャール2世の娘アデライードと結婚[1]。
- アニェス（1000年頃 - 1068年） - 最初にアキテーヌ公ギヨーム5世と結婚、次にアンジュー伯ジョフロワ2世と再婚[1]。

後にアデライード=ブランシュ・ダンジューと再婚したが、子供はいなかった。